# Fabīl Sar
Fabīl Sar (persiska: Fabīl Sarā, فبیل سر) är en ort i Iran.   Den ligger i provinsen Gilan, i den norra delen av landet, 170 km nordväst om huvudstaden Teheran. Fabīl Sar ligger 231 meter över havet och antalet invånare är 158.
Terrängen runt Fabīl Sar är varierad, och sluttar norrut.Runt Fabīl Sar är det ganska tätbefolkat, med 134 invånare per kvadratkilometer. Närmaste större samhälle är Rūdsar, 15,5 km nordväst om Fabīl Sar. I omgivningarna runt Fabīl Sar växer i huvudsak blandskog.